# Ugo Grappasonni
Ugo Grappasonni (Rome, 8 mei 1922 - aldaar, 16 februari 1999) was Italiaans golfprofessional.
In 1954 won hij het Dutch Open op de Koninklijke Haagsche Golf & Country Club in een play-off tegen Gerard de Wit. Beiden hadden een score van 295. Verder won hij het Zwitsers Open in 1948 en 1952 en het Italiaans Open in 1950 (met 281) en in 1954 (met 272).
Grappasonni was golfleraar op de Villa d'Este Golf Club.
Hij heeft enkele golfbanen ontworpen, zoals de Eucalyptus Club buiten Rome (in samenwerking met M. Guerrini).

## Gewonnen
- 1941: Italian National Omnium
- 1948:	Swiss Open
- 1949:	Open de France
- 1950:	Italiaans Open
- 1952:	Swiss Open
- 1953:	Moroccan Open, Open del Ticino
- 1954:	Dutch Open, Italian Open
- 1954:	Italian National Omnium
- 1955:	Italian National Omnium
- 1957:	Italian National Omnium